# Brzeźno (powiat sulęciński)
Brzeźno – wieś w Polsce położona w województwie lubuskim, w powiecie sulęcińskim, w gminie Sulęcin.
W latach 1975–1998 miejscowość należała administracyjnie do województwa gorzowskiego.

## Zabytki
Do wojewódzkiego rejestru zabytków wpisany jest:
- kościół filialny pod wezwaniem św. Antoniego, z XVIII wieku, 1900 roku.